# George Dangerfield
George Bubb Dangerfield (* 28. Oktober 1904 in Newbury, Berkshire, England; † 26. Dezember 1986 in Santa Barbara, Kalifornien) war ein aus Großbritannien stammender US-amerikanischer Historiker und Schriftsteller, der vor allem durch sein Buch The Strange Death of Liberal England (1935) bekannt wurde und 1953 für sein Buch The Era of Good Feelings den Pulitzer-Preis für Geschichte erhielt.

## Leben
Nach dem Schulbesuch absolvierte Dangerfield ein Studium am Hertford College der University of Oxford und schloss dieses 1926 mit einem Bachelor of Arts (B.A.) ab.
Später wanderte er in die USA ein und war dort als Journalist tätig, ehe er zwischen 1933 und 1935 Redakteur im Feuilleton der Zeitschrift Vanity Fair war. Zeitgleich begann er seine literarische Laufbahn als Autor von Geschichts–Fachbüchern und veröffentlichte zunächst mit Bengal Mutiny: Story of the Sepoy Rebellion (1933) eine Darstellung des indischen Aufstandes von 1857, ehe er mit The Strange Death of Liberal England (1935) sein bekanntestes Buch verfasste.
Nachdem er 1943 die US-amerikanische Staatsbürgerschaft erworben hatte, leistete er im Zweiten Weltkrieg seinen Wehrdienst in der 102. Infanteriedivision (Ozark) der US Army und wurde zuletzt zum Sergeant befördert. 
Für sein 1952 erschienenes Buch The Era of Good Feelings erhielt er 1953 sowohl den Pulitzer-Preis für Geschichte als auch den Bancroft-Preis. Später verfasste er einige weitere Geschichtsfachbücher sowie eine Biografie über den Politiker Robert R. Livingston. 1968 übernahm er eine Professur für Geschichte an der University of California, Santa Barbara (USCB) und lehrte dort bis 1972. 1970 erhielt er ein Guggenheim-Stipendium, das ihm Forschungsaufenthalte in Großbritannien ermöglichte.

## Veröffentlichungen
- Bengal Mutiny: Story of the Sepoy Rebellion (1933)
- The Strange Death of Liberal England (1935)
- The Era of Good Feelings (1952)
- Chancellor Robert R. Livingston of New York, 1746–1813 (1960)
- The Awakening of American Nationalism, 1815–1828 (1965)
- Victoria's Heir: The Education of a Prince (1972)
- The Damnable Question: A History of Anglo-Irish Relations (1976)